# Bogdana (Vaslui)
Pour les articles homonymes, voir Bogdana.
Bogdana est une commune du județ de Vaslui en Roumanie.